# Rodolfo Ávila
Rodolfo Ávila (ur. 19 lutego 1987 w Lizbonie) – kierowca wyścigowy z Makau.

## Kariera
Ávila rozpoczął karierę w wyścigach samochodowych w 2003 roku od startów w Francuskiej Formule Renault, gdzie jednak nie zdobywał punktów. W późniejszych latach zawodnik z Makau pojawiał się także w stawce Azjatyckiej Formuły Renault, Grand Prix Makau Formuły 3, Azjatyckiej Formuły 3, Niemieckiej Formuły 3, Brytyjskiej Formule 3, Międzynarodowej Formuły Master, Asian GT Championship, Windsor Arch Macau GT Cup Grand Prix, Asian SuperCar Challenge, Azjatyckiego Pucharu Porsche Carrera oraz City of Dreams Macau GT Cup.